# Royal Rumble 1992
Royal Rumble 1992 è stata la quinta edizione dell'annuale omonimo pay-per-view prodotto dalla World Wrestling Federation. L'evento ebbe luogo il 19 gennaio 1992 alla Knickerbocker Arena di Albany, nel New York.
Il main event della serata fu il royal rumble match a 30 partecipanti dove per la prima volta, al vincitore sarebbe stato assegnato il vacante titolo WWF Championship. La Rumble fu vinta da Ric Flair, che eliminò per ultimo Sid Justice diventando campione mondiale WWF. Altri match dell'evento furono l'incontro di coppia per il titolo WWF Tag Team tra i Natural Disasters (Earthquake & Typhoon) e i Legion of Doom (Hawk & Animal), i Beverly Brothers (Blake & Beau) contro i Bushwhackers (Luke & Butch) e Roddy Piper contro The Mountie per il WWF Intercontinental Championship. Per la prima volta nella storia della manifestazione, tutti e tre i maggiori titoli della federazione erano in palio durante l'evento.

## Storyline
Royal Rumble fu caratterizzato da match di wrestling che coinvolsero diversi lottatori da feud e storyline preesistenti, che furono mostrati su Superstars, Wrestling Challange e Prime Time Wrestling, i programmi televisivi della World Wrestling Federation (WWF). I wrestler potevano svolgere un ruolo da buoni (face) o cattivi (heel) seguiti da una serie di eventi che costruirono la tensione, e che culminarono in uno o più match di wrestling.
Il pay-per-view fu caratterizzato dall'annuale Royal Rumble match, presente da ogni evento Royal Rumble sin dal suo inizio. Al match partecipano trenta lottatori, ma all'inizio delle contesa sul ring ve ne sono solo due; i rimanenti ventotto raggiungono il quadrato ad intervalli di tempo predefiniti (di norma ogni 90 secondi), secondo un ordine precedentemente sorteggiato. Il vincitore del match è colui che rimane solo sul ring una volta terminata la fase degli ingressi. Un wrestler può essere eliminato solo se finisce fuori dal ring passando al di sopra della terza corda e toccando terra con entrambi i piedi. Non si può vincere né usando prese di sottomissione né ricorrendo allo schienamento.
Prima dell'evento, venne annunciato che il vincitore della Royal Rumble sarebbe stato dichiarato il nuovo campione mondiale WWF, ricevendo la cintura che era stata resa vacante dal presidente Jack Tunney. Il titolo era stato tolto a Hulk Hogan dopo due controversi match tra lui e Undertaker, che avevano visto molte irregolarità. Hogan e Undertaker furono inseriti tra i 30 partecipanti alla rissa reale.
Il Royal Rumble match aiutò la metamorfosi di Sid Justice da buono a cattivo. Justice - rientrante da un recente infortunio - entrò sul ring per ventinovesimo e si trovò tra i quattro finalisti, insieme a Hogan, Randy Savage e Flair. Justice eliminò Savage e poi anche Hogan, restando da solo sul ring con Flair (che era stremato per essere entrato per terzo nella contesa). Hogan, incredulo a bordo ring per l'eliminazione a sorpresa da parte dell'amico, afferrò il braccio di Sid distraendolo abbastanza da permettere a Flair di eliminarlo e vincere il match conquistando il titolo.
Nel suo libro, To Be The Man, Ric Flair scrisse che non sapeva che avrebbe dovuto vincere il match, fino al suo arrivo all'arena il giorno stesso dell'evento, quando gli fu anche annunciato che sarebbe entrato con il numero 3. Nel frattempo, Bobby Heenan disse nella sua autobiografia, Bobby The Brain, che aveva proposto che Flair entrasse nella Royal Rumble con il n°1 per rendere più impressionante la vittoria di Flair e che Vince McMahon cambiò l'1 in 3, dicendo che l'idea era stata sua.
Randy Savage, in un primo momento, accecato dall'ira verso Jake Roberts, che aveva attaccato lui e la moglie Elizabeth durante il loro ricevimento di nozze (kayfabe), si autoeliminò dalla Rumble saltando sopra la terza corda per atterrare su Roberts che era già eliminato fuori dal ring. Peccato però, che nella storyline della Rumble, l'eliminazione di Savage non fosse prevista così presto, e quindi The Undertaker si affrettò a rigettare Savage nel ring per permettergli di continuare il match. Dato che il fatto non era passato inosservato (anche il telecronista Gorilla Monsoon aveva commentato in un primo momento l'autoeliminazione di Savage, per poi proseguire come niente fosse), per giustificare la cosa a posteriori, la WWF accampò la scusa dell'esistenza di una fantomatica regola che affermava che un partecipante alla rissa reale non potesse autoeliminarsi, nonostante tre anni prima André the Giant avesse fatto esattamente la stessa cosa.

## Conseguenze
L'incidente tra Hogan e Justice ebbe ampio spazio nei programmi televisivi WWF successivi alla Royal Rumble. Nella puntata di Superstars of Wrestling andata in onda il 25 gennaio 1992, il Presidente WWF Jack Tunney tenne una conferenza stampa, dove annunciò che Hogan avrebbe affrontato Ric Flair per il titolo WWF Championship a WrestleMania VIII. Justice, che era tra il pubblico si alzò in piedi protestando e contestando la decisione presa da Tunney definendola "la decisione più idiota che Jack Tunney abbia mai preso". Successivamente Sid si scusò con Hogan per averlo eliminato dalla Rumble, e la questione sembrò risolta, ma l'8 febbraio durante Saturday Night's Main Event, Justice abbandonò Hogan durante un match di coppia contro Flair e The Undertaker, completando così il suo passaggio tra le file degli heel e sancendo, di fatto, un match tra lui e Hulk Hogan da disputarsi a WrestleMania VIII.
Nel frattempo, Flair, iniziò un feud con Randy Savage con in palio il titolo WWF Championship. Secondo la storyline, Flair affermava di avere avuto una relazione passata con la moglie di Savage, Miss Elizabeth, arrivando persino a mostrare numerose fotografie (poi rivelatesi dei fotomontaggi) che lo ritraevano in situazioni compromettenti con lei. Il tutto culminò in un match a WrestleMania VIII dove Savage vinse conquistando la cintura di campione del mondo WWF.

## Risultati
| #    | Incontri | Stipulazioni                                                                | Durata   |
| ---- | --- | --------------------------------------------------------------------------- | -------- |
| Dark | Chris Walker ha sconfitto The Brooklyn Brawler per squalifica                                                                                            | Single match                                                                | —        |
| 1    | The New Foundation (Owen Hart e Jim Neidhart) hanno sconfitto The Orient Express (Kato e Pat Tanaka) (con Mr. Fuji)                                      | Tag Team match                                                              | 17:18    |
| 2    | Roddy Piper ha sconfitto The Mountie (c) (con Jimmy Hart) per sottomissione                                                                              | Single match per il WWF Intercontinental Championship                       | 05:22    |
| 3    | The Beverly Brothers (Beau Beverly e Blake Beverly) (con The Genius) hanno sconfitto i Bushwhackers (Bushwhacker Luke e Bushwhacker Butch) (con Jamison) | Tag Team match                                                              | 14:56    |
| 4    | The Natural Disasters (Earthquake e Typhoon) (con Jimmy Hart) hanno sconfitto The Legion of Doom (Animal e Hawk) (c) per count out                       | Tag Team match per il WWF Tag Team Championship                             | 09:24    |
| 5    | Ric Flair ha vinto eliminando per ultimo Sid Justice | 30-man Royal Rumble match per il vacante WWF World Heavyweight Championship | 01:02:02 |

## Royal rumble match
Il match era valevole per il vacante WWF World Heavyweight Championship. L'intervallo di tempo tra l'entrata di un wrestler e il successivo era di due minuti.
     – Vincitore
| #  | Superstar           | Ordine | Eliminato da             | Tempo    |
| -- | ------------------- | ------ | ------------------------ | -------- |
| 1  | The British Bulldog | 7      | Ric Flair                | 23:33    |
| 2  | Ted DiBiase         | 1      | The British Bulldog      | 01:18    |
| 3  | Ric Flair           | —      | Vincitore                | 01:00:02 |
| 4  | Jerry Sags          | 2      | The British Bulldog      | 01:06    |
| 5  | Haku                | 3      | The British Bulldog      | 01:51    |
| 6  | Shawn Michaels      | 9      | Tito Santana             | 15:46    |
| 7  | Tito Santana        | 10     | Shawn Michaels           | 13:55    |
| 8  | The Barbarian       | 11     | Hercules                 | 12:55    |
| 9  | The Texas Tornado   | 8      | Ric Flair                | 09:20    |
| 10 | Repo Man            | 6      | Big Boss Man             | 06:23    |
| 11 | Greg Valentine      | 5      | Repo Man                 | 04:12    |
| 12 | Nikolai Volkoff     | 4      | Repo Man                 | 01:03    |
| 13 | Big Boss Man        | 13     | Ric Flair                | 03:38    |
| 14 | Hercules            | 12     | Big Boss Man             | 00:56    |
| 15 | Roddy Piper         | 25     | Sid Justice              | 34:06    |
| 16 | Jake Roberts        | 15     | Randy Savage             | 10:55    |
| 17 | Jim Duggan          | 19     | Virgil                   | 20:45    |
| 18 | Irwin R. Schyster   | 23     | Roddy Piper              | 27:01    |
| 19 | Jimmy Snuka         | 14     | The Undertaker           | 02:27    |
| 20 | The Undertaker      | 17     | Hulk Hogan               | 13:51    |
| 21 | Randy Savage        | 27     | Ric Flair e Sid Justice  | 22:26    |
| 22 | The Berzerker       | 18     | Hulk Hogan               | 09:00    |
| 23 | Virgil              | 20     | Jim Duggan               | 07:29    |
| 24 | Col. Mustafa        | 16     | Randy Savage             | 02:36    |
| 25 | Rick Martel         | 26     | Sid Justice              | 12:39    |
| 26 | Hulk Hogan          | 28     | Sid Justice              | 11:29    |
| 27 | Skinner             | 21     | Rick Martel              | 02:13    |
| 28 | Sgt. Slaughter      | 22     | Sid Justice              | 04:37    |
| 29 | Sid Justice         | 29     | Hulk Hogan e Ric Flair   | 05:55    |
| 30 | The Warlord         | 24     | Hulk Hogan e Sid Justice | 01:43    |